# Чемпионат Украины по фигурному катанию на коньках 2003
Чемпионат Украины по фигурному катанию на коньках 2003 года (укр. Чемпіонат України по фігурному катанню на ковзанах 2003) — украинский национальный чемпионат по фигурному катанию сезона 2002—2003.
Спортсмены соревновались в категориях мужское и женское одиночное катание, парное катание и танцы на льду.

## Результаты

### Мужчины
| Место | Имя                | Город | Сумма баллов | SP | FP |
| ----- | ------------------ | ----- | ------------ | -- | -- |
| 1     | Константин Тупиков |       |              |    |    |
| 2     | Антон Ковалевский  |       |              |    |    |
| 3     | Алексей Чумак      |       |              |    |    |
| 4     | Алексей Быченко    |       |              |    |    |
| 5     | Валерий Заиков     |       |              |    |    |

### Женщины
| Место | Имя                | Город | Сумма баллов | SP | FP |
| ----- | ------------------ | ----- | ------------ | -- | -- |
| 1     | Елена Ляшенко      |       |              |    |    |
| 2     | Галина Маняченко   |       |              |    |    |
| 3     | Светлана Пилипенко |       |              |    |    |
| 4     | Ирина Лукьяненко   |       |              |    |    |
| 5     | Ольга Орлова       |       |              |    |    |

### Пары
| Место | Имя                                  | Город | Сумма баллов | SP | FP |
| ----- | ------------------------------------ | ----- | ------------ | -- | -- |
| 1     | Татьяна Чуваева / Дмитрий Паламарчук |       |              |    |    |
| 2     | Татьяна Волосожар / Пётр Харченко    |       |              |    |    |
| 3     | Юлия Белоглазова / Андрей Бек        |       |              |    |    |
| 4     | Алина Диктиар / Филипп Залевский     |       |              |    |    |

### Танцы
| Место | Имя                                      | Город | CD1 | CD2 | OD | FD | TFP |
| ----- | ---------------------------------------- | ----- | --- | --- | -- | -- | --- |
| 1     | Юлия Головина / Олег Войко               |       |     |     |    |    |     |
| 2     | Мариана Козлова / Сергей Баранов         |       |     |     |    |    |     |
| 3     | Алла Бекназарова / Юрий Кочерженко       |       |     |     |    |    |     |
| 4     | Виктория Ползыкина / Георгий Казачинский |       |     |     |    |    |     |
| 5     | Альбина Михайлова / Алексей Веселовский  |       |     |     |    |    |     |